# 19h30
19h30 und 12h45 sind die Nachrichtensendungen des Radio Télévision Suisse auf RTS un und RTS deux. Gesendet wird jeweils entsprechend dem Namen um 19:30 Uhr und 12:45 Uhr, mit Wiederholungen.
Der Vorgänger der heutigen Nachrichtensendung war das Téléjournal (abgekürzt TJ) ab 1. November 1954, welches einen Nachrichtenfilm vom Vortag zeigte. Ab dem 4. April 1955 wurde die Deutschschweizer Télé-Tagesschau synchron und mit französischen Off-Texten als Téléjournal in der Romandie veröffentlicht. Es gab damals wegen der technischen Beschränkungen keine Livetexte oder Interviewaufnahmen. 1958 wurde diese Sendung auch mit italienischen Off-Texten veröffentlicht und bediente damit drei Landessprachen. Dieses Projekt hatte den Namen Tagesschau – Téléjournal – Telegiornale. Ab dem 1. September 1981 wurde die Redaktion des welschen Teils nach Genf verlagert, und am 1. Januar 1982 kam erstmals ein Téléjournal direkt von dort. Ab dem Januar 1987 wurde ein TJ-midi produziert, Vorgänger des 12h45. Zwischen 1996 und 2001 hiess die Sendung Le Téléjournal und anschliessend nur TJ, wobei 2006 der Name wiederum auf Le Journal geändert wurde. Im Jahr 2013 gab es das erste Mal einen Austausch des Deutschschweizer Tagesschau-Teams mit dem französischen Team, wobei die jeweils anderen Teams die andere Sendung produzierten und moderierten.
2023 und 2024 gab es einen Moderatorenaustausch von den Nachrichtensendungen des RTS und des SRF.
2019 hatte 19h30 von Montag bis Donnerstag durchschnittlich 270'000 Zuschauer und einen Marktanteil von 57,4 %. Am Wochenende hatte die Abendausgabe durchschnittlich 271'000 Zuschauer, bei einem Marktanteil von 56,3 %.

## Moderatoren
- Philippe Revaz seit 2019, präsentiert 19h30 während der Woche[8]
- Claire Burgy, seit 2019, moderiert 19h30 während der Woche, war auch schon davor in der Nachrichtenredaktion[8]
- Jennifer Covo, seit 2016, moderiert 12h30 und auch 19h30 an Wochenenden

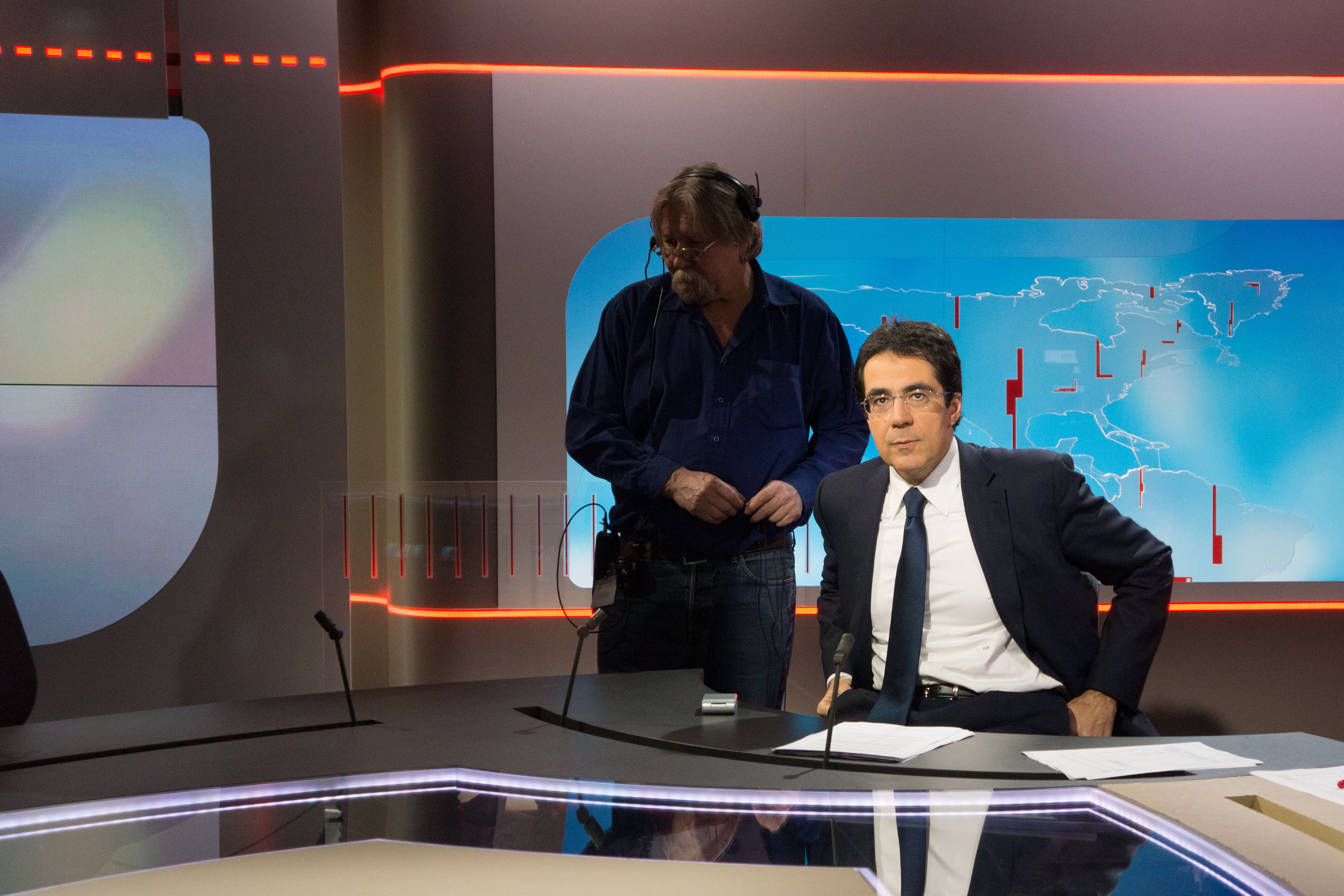
Darius Rochebin zusammen mit dem Regisseur im Studio aus welchem das damalige Le Journal gesendet wurde

- Darius Rochebin, bis 2019, anschliessend gelegentlich noch bis 2020[7][9]